# Poikilospermum annamense
Poikilospermum annamense är en nässelväxtart som först beskrevs av François Gagnepain, och fick sitt nu gällande namn av Elmer Drew Merrill. Poikilospermum annamense ingår i släktet Poikilospermum och familjen nässelväxter. Inga underarter finns listade i Catalogue of Life.